# Canton de Château-Landon
Pour les articles homonymes, voir Château (homonymie), Landon et Château-Landon (homonymie).
Le canton de Château-Landon est une ancienne division administrative française, située dans le département de Seine-et-Marne et la région Île-de-France.

## Composition
Le canton de Château-Landon groupait 15 communes jusqu'en mars 2015 :
- Arville : 141 habitants
- Aufferville : 558 habitants
- Beaumont-du-Gâtinais : 1 157 habitants
- Bougligny : 713 habitants
- Bransles : 535 habitants
- Chaintreaux : 866 habitants
- Château-Landon : 3 148 habitants
- Chenou : 290 habitants
- Gironville : 198 habitants
- Ichy : 160 habitants
- La Madeleine-sur-Loing : 370 habitants
- Maisoncelles-en-Gâtinais : 134 habitants
- Mondreville : 361 habitants
- Obsonville : 103 habitants
- Souppes-sur-Loing : 5 713 habitants

## Représentation

### Conseillers généraux de 1833 à 2015
| Période                                  | Période                  | Identité                          | Étiquette                                            | Qualité |
| ---------------------------------------- | ------------------------ | --------------------------------- | ---------------------------------------------------- | --- |
| Les données manquantes sont à compléter. |                          |                                   |                                                      | |
| 1833                                     | 1842 Décédé en fonctions | Antoine Lagorsse                  |                                                      | Colonel en retraite, maire de Gironville Châtelain et escorte du Pape Pie VII |
| 1842                                     | 1851 Décédé en fonctions | André Moreau (1799-1851)          |                                                      | Propriétaire, marchand de bois Maire de Château-Landon (1842-1848) |
| 1851                                     | 1870 Décédé en fonctions | Pierre Ouvré-Villiers (1784-1870) |                                                      | Propriétaire à Château-Landon Décédé en fonction |
| 1870                                     | 1880                     | Félix Ouvré                       | Droite                                               | Négociant Maire de Château-Landon (1871 → 1878) Fils du précédent |
| 1880                                     | 1882 Décédé en fonctions | Edmond Delaporte                  | Républicain                                          | Propriétaire Maire de Château-Landon (1878 → 1882) Décédé en fonctions |
| 1882                                     | 1882                     | Félix Ouvré                       | Droite                                               | Négociant Maire de Château-Landon (1871 → 1878) |
| 1882                                     | 1910                     | André Ouvré                       | Républicain progressiste                             | Industriel (propriétaire de la sucrerie de Chancepoix Souppes-sur-Loing) Propriétaire à Château-Landon et à Paris Député de Seine-et-Marne (1889 → 1902) |
| 1910                                     | 1940                     | Albert Ouvré (père)               | URD                                                  | Industriel (propriétaire de la sucrerie de Souppes-sur-Loing Député de Seine-et-Marne (1919 → 1924) Sénateur de Seine-et-Marne (1936 → 1942) Croix de guerre 1914-1918, chevalier de la Légion d'honneur, Chevalier de l'ordre de Léopold Nommé membre de la Commission administrative départementale (en 1941) |
|                                          |                          |                                   |                                                      | |
| 1945                                     | 1951                     | Jean Vigier                       | Mouvement unifié de la résistance française-MURF DVG | Employé SNCF |
| 1951                                     | 1964                     | Albert Ouvré (fils)               | DVD                                                  | Industriel à Souppes-sur-Loing |
| 1964                                     | 1982                     | Victor Prudhomme                  | SFIO puis PS puis DVG                                | Vétérinaire Maire de Souppes-sur-Loing (1959 → 1995) |
| 1982                                     | 2015                     | Jean-Jacques Hyest                | UDF puis UMP                                         | Administrateur territorial Membre du Conseil constitutionnel (2015 → 2019) sénateur de Seine-et-Marne (1995 → 2015) Député de Seine-et-Marne (3e circ.) (1986 → 1995) Maire de La Madeleine-sur-Loing (1983 → 2015) Président de la CC Gâtinais-val de Loing (2010 → 2015)                                      |

### Conseillers d'arrondissement (de 1833 à 1940)
| Période                                  | Période          | Identité                                          | Étiquette            | Qualité |
| ---------------------------------------- | ---------------- | ------------------------------------------------- | -------------------- | --- |
| 1833                                     | 1842             | Joseph Moreau                                     |                      | Marchand de bois à Château-Landon                                                                           |
| 1842                                     | 1848             | Auguste Frédéric Duhoux (1797-1851)               |                      | Marchand de laines à Château-Landon                                                                         |
|                                          |                  |                                                   |                      | |
| 1871                                     | 1880             | François Robert (1815-1899)                       |                      | Notaire à Beaumont-du-Gâtinais                                                                              |
| 1880                                     | 1885 (démission) | Gustave Vavasseur                                 | Républicain          | Notaire à Beaumont                                                                                          |
| 1885                                     | 1889             | Jean-Baptiste Henri Gabriel Montagnan (1856-1918) |                      | Ingénieur civil, directeur de la papeterie de Cercanceaux à Souppes-sur-Loing                               |
| 1889                                     | 1901             | Alfred Defoix                                     | Républicain          | Propriétaire, maire d' Obsonville                                                                           |
| 1901                                     | 1919             | Jules Cornet                                      | Républicain          | Médecin-vétérinaire à Château-Landon                                                                        |
| 1919                                     |                  | Louis Bardiaux                                    |                      | Médecin vétérinaire, conseiller municipal de Chateau-Landon                                                 |
|                                          |                  |                                                   |                      | |
|                                          | 1931 (décès)     | Georges Paillard (1878-1931)                      |                      | Cultivateur, maire de Bougligny                                                                             |
| 1931                                     | 1940             | Henri Porcher                                     | Républicain national | Propriétaire à Souppes-sur-Loing                                                                            |
| 1940                                     |                  |                                                   |                      | Les conseils d'arrondissement ont été suspendus par la loi du 12 octobre 1940 et n'ont jamais été réactivés |
| Les données manquantes sont à compléter. |                  |                                                   |                      | |

## Démographie
| 1962   | 1968   | 1975   | 1982   | 1990   | 1999   | 2006   | 2011   | 2012   |
| ------ | ------ | ------ | ------ | ------ | ------ | ------ | ------ | ------ |
| 10 849 | 11 467 | 11 518 | 11 299 | 12 692 | 13 700 | 14 055 | 14 193 | 14 240 |